# Revere Model C
Revere Model C ist ein Personenkraftwagen. Hersteller war die Revere Motor Company aus den USA.

## Beschreibung
Revere brachte das Fahrzeug als Nachfolger des Model A auf den Markt. Die Unterschiede waren gering. Eine Quelle nennt 1921 als einziges Jahr. Eine andere Quelle gibt den Bauzeitraum 1920 bis 1922 an.
Der Vierzylindermotor mit Wasserkühlung kam von Duesenberg. Die erste Ausführung entsprach dem Vorgängermodell. 4,375 Zoll (111,125 mm) Bohrung und 6 Zoll (152,4 mm) Hub ergeben 5912 cm³ Hubraum. Er ist mit 30,62 PS nach der A.L.A.M.-Formel eingestuft und leistet 100 PS. Eine überarbeitete Version mit 4,25 Zoll (107,95 mm) Bohrung und weiterhin 6 Zoll (152,4 mm) Hub hat 5579 cm³ Hubraum und eine Einstufung mit 28,9 PS.
Der Motor ist vorn im Fahrgestell eingebaut und treibt die Hinterachse an.
Eine Quelle nennt für 1921 Tourenwagen mit vier Sitzen, Roadster mit vier Sitzen, Speedster mit zwei Sitzen und Limousine mit fünf Sitzen. Eine andere Quelle gibt an: 1920 Coupé, Roadster mit zwei Sitzen, Limousine, Tourenwagen mit vier und mit fünf Sitzen; 1921 nur Tourenwagen; 1922 Coupé, Roadster, Limousine, Tourenwagen mit fünf Sitzen.
1922 erschien Revere Model D als Nachfolger.